# 二烯酮
二烯酮（英語：Dienone）是指一类有机化合物，其羰基连接的两个碳原子都各自连接有碳碳双键，三者形成一个共轭系统。二烯酮这一分类也包括一些杂环化合物，有时候也包括醌类化合物。最简单的直链二烯酮为戊二烯酮，环状二烯酮为环戊二烯酮，其它例子还有企鹅酮、环庚三烯酮等。

## 性质
六元环状的二烯酮能发生重排反应形成对应的酚，称为二烯酮-酚重排反应（dienone phenol rearrangement）:
与之对应的醌类有辛克－苏尔反应